# Ophiomyia cabanae
Ophiomyia cabanae este o specie de muște din genul Ophiomyia, familia Agromyzidae, descrisă de Valladares în anul 1986. Conform Catalogue of Life specia Ophiomyia cabanae nu are subspecii cunoscute.